# Lillpolen

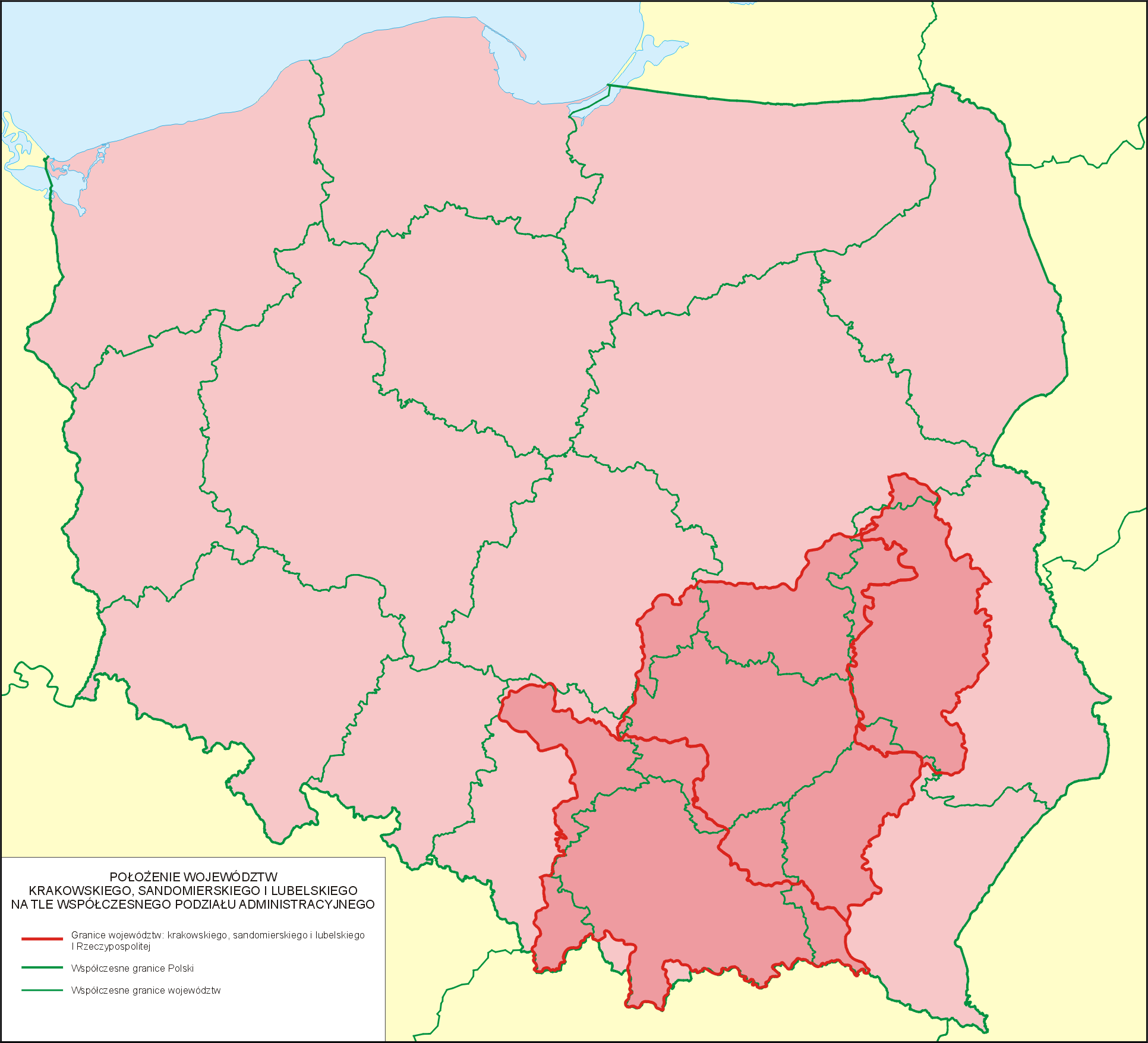
Lillpolens tre traditionella områden, Kraków, Sandomierz och Lublin - i dagens Polen.

Lillpolen (på polska Małopolska) är ett historiskt område i södra Polen. Det har gett namn åt det moderna vojvodskapet Lillpolens vojvodskap.

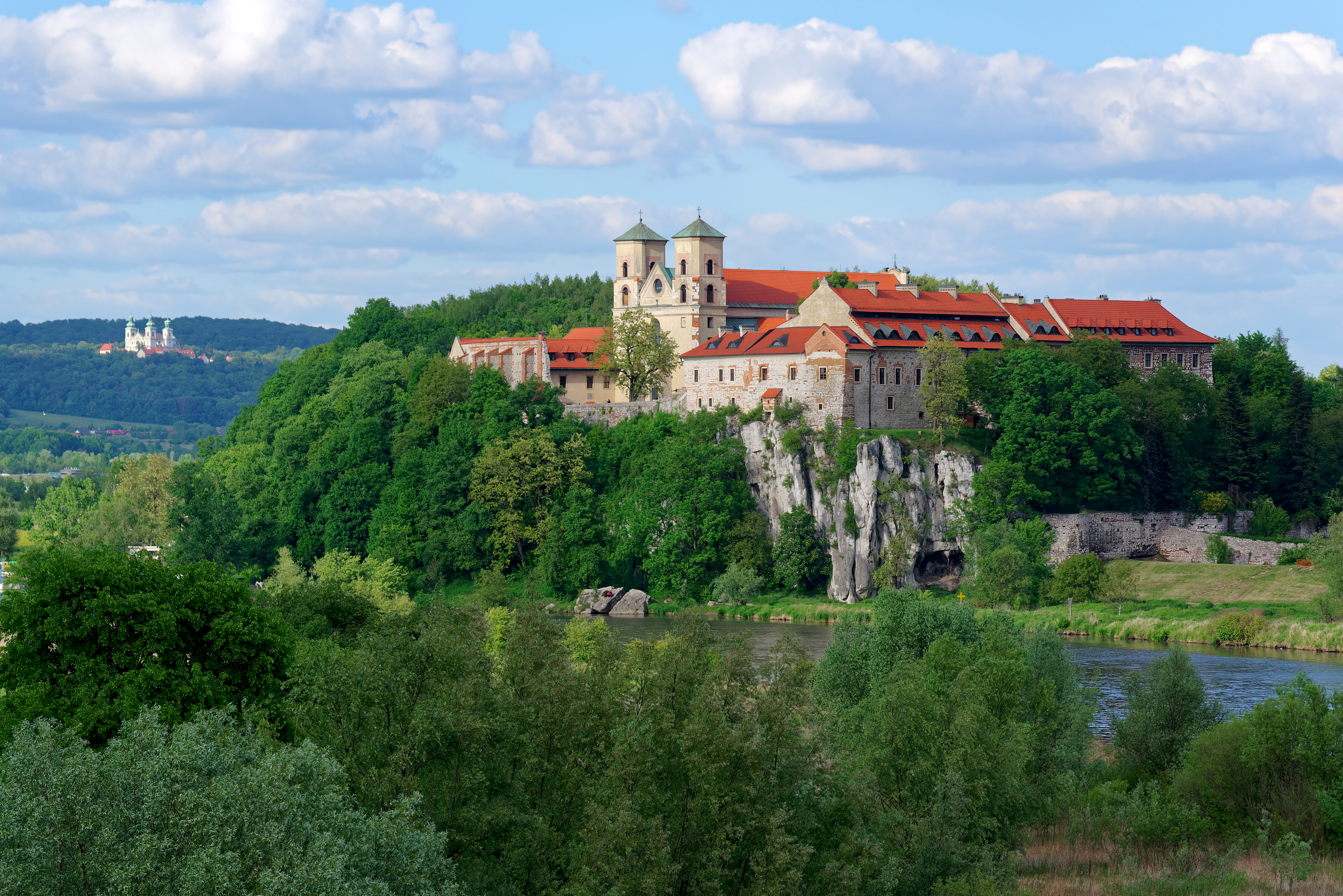
Vy från Okrążekklippan i Piekary mot floden Wisła och historiska klosterbyggnader.

Lillpolen var den södra, bergiga delen av det forna polska riket, i motsats till den nordvästra delen som kallades Storpolen. Det omfattade i mera inskränkt mening vojvodskapen Kraków, Sandomierz och Lublin, i vidsträcktare betydelse även Podlachien (en del tidigare guvernementet Grodno), Rus (i det gamla kronlandet Galizien), Podolien och Volynien.